# Kohlschütter (cráter)

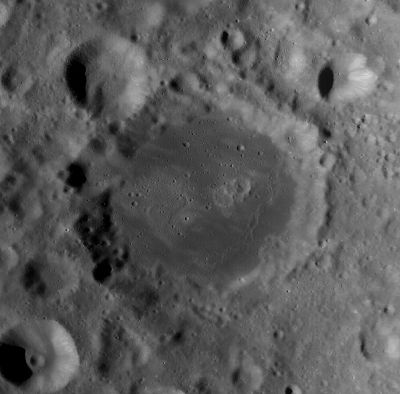
Fotografía de la misión Lunar Reconnaissance Orbiter

Kohlschütter es un cráter de impacto que no se puede ver directamente desde la Tierra, ya que se encuentra en la cara oculta de la Luna. Se encuentra a un par de cientos de kilómetros al sureste del Mare Moscoviense, y al sur del cráter más pequeño Nagaoka. Se trata de una formación relativamente aislada, rodeada por una multitud de impactos más pequeños típicos de la castigada cara opuesta de la luna.
|  |  |

El borde exterior de Kohlschütter está desgastado y erosionado, con un pequeño cráter que atraviesa su sector noroeste, y con impactos más pequeños en los lados oeste y noreste. El borde sur es más superficial que en otros lugares. El suelo interior aparece relativamente nivelado, y a diferencia de la mayoría de los cráteres de la cara oculta, está lleno del material del mar lunar circundante.

## Cráteres satélite
Por convención estos elementos son identificados en los mapas lunares poniendo la letra en el lado del punto medio del cráter que está más cercano a Kohlschütter.
|              | \| Kohlschütter \| Coordenadas \| Diámetro \| \| ------------ \| -------------------------------- \| -------- \| \| N \| 11°36′N 153°42′E / 11.6, 153.7 \| 27 km \| \| Q \| 13°12′N 153°00′E / 13.2, 153.0 \| 20 km \| \| V \| 15°25′N 151°37′E / 15.41, 151.61 \| 19 km \| \| W \| 16°18′N 151°12′E / 16.3, 151.2 \| 32 km \| |          |
| Kohlschütter | Coordenadas | Diámetro |
| N            | 11°36′N 153°42′E / 11.6, 153.7 | 27 km    |
| Q            | 13°12′N 153°00′E / 13.2, 153.0 | 20 km    |
| V            | 15°25′N 151°37′E / 15.41, 151.61 | 19 km    |
| W            | 16°18′N 151°12′E / 16.3, 151.2 | 32 km    |

El cráter satélite Kohlschütter V fue aprobado por la UAI el 25 de junio de 2017.